# Джакив, Роман
Роман Джакив (англ. Roman Jackiw), полное имя Роман Владимир Джакив (англ. Roman Wladimir Jackiw; 8 ноября 1939, Люблинец, Польское генерал-губернаторство — 14 июня 2023, Бостон, Массачусетс, США), — американский физик-теоретик, работавший в области физики элементарных частиц, профессор Массачусетского технологического института (MIT), член Национальной академии наук США (1998), лауреат Премии Хайнемана (1995) и Медали Дирака (1998).

## Биография
Роман Владимир Джакив (укр. Роман Володимир Яцків, в латинизированном варианте Roman Volodymyr Yatskiv) родился 8 ноября 1939 года в курортном городе Люблинец, в то время входившем в Польское генерал-губернаторство (ныне входит в Силезское воеводство, Польша). Его семья была украинского происхождения, отец занимался бизнесом. Через некоторое время они перебрались в Австрию, затем в Германию (там они жили в Дингольфинге), а в 1949 году переехали в США и поселились в Нью-Йорке, где Роман окончил среднюю школу. В школьные годы Джакив увлёкся физикой, чему в значительной мере способствовала прочитанная им книга Георгия (Джорджа) Гамова «Раз, два, три… бесконечность» (англ. One Two Three… Infinity).
В 1961 году Джакив окончил Суортмор-колледж (штат Пенсильвания), где его основным предметом была физика (а дополнительными — история науки и математика). После этого он продолжил обучение в Корнеллском университете, где в 1966 году получил докторскую степень (Ph.D.). Его научными руководителями были Ханс Бете и Кеннет Вильсон, тема диссертации — «Непертурбативные решения уравнения Бете — Солпитера для вершинной функции» (англ. Nonperturbative solutions of the Bethe–Salpeter equation for the vertex function). Впоследствии Бете и Джакив написали учебник «Квантовая механика для продолжающих» (англ. Intermediate Quantum Mechanics), который был издан в 1968 году, а затем несколько раз переиздавался.
В 1966—1969 годах Джакив работал в Гарвардском университете. В этот период он также посетил ЦЕРН, где работал вместе с Джоном Беллом. В 1969 году Джакив был принят на работу в Массачусетский технологический институт (MIT), где он получил должность профессора. Этому способствовало то, что в последний год работы в Гарвардском университете Джакив активно сотрудничал с физиками-теоретиками из MIT, и его кандидатуру поддержали работавшие там профессора Стивен Вайнберг, Серджио Фубини и Виктор Вайскопф. Джакив также работал приглашённым профессором в Рокфеллеровском университете (1977—1978), в Калифорнийском университете в Лос-Анджелесе и Калифорнийском университете в Санта-Барбаре (1980), а также в Колумбийском университете (1989—1990). Впоследствии должность Джакива в MIT называлась Jerrold Zacharias Professor of Physics. С 2013 года он был профессором-эмеритом.
С начала 1980-х годов Джакив был женат на Соён Пи, своей коллеге, физике из Южной Кореи. Помимо личных, их связывали и научные отношения — в соавторстве они опубликовали 46 научных работ. У них трое детей, двое сыновей и дочь: Николас Джакив — дизайнер программного обеспечения, автор кода «The Geometer’s Sketchpad»; Стефан Джакив — известный скрипач; Симона Алборн — преподаватель школы Moses Brown School в Провиденсе. Роман Джакив скончался 14 июня 2023 года в Бостоне.

## Научные результаты
В совместной работе, опубликованной в 1969 году, Роман Джакив и Джон Белл доказали существование киральной аномалии, которую они использовали для объяснения распада нейтрального пиона в два фотона ({\displaystyle \pi ^{0}\to \gamma \gamma }). В том же году работу на эту тему опубликовал Стивен Адлер, так что явление получило название аномалии Адлера — Белла — Джакива.
Работая вместе с Клаудио Ребби, Джакив ввёл понятие тета-вакуума в квантовой хромодинамике, при наличии которого сильное взаимодействие зависит от углового параметра {\displaystyle \theta }, нарушающего T-симметрию, то есть симметрию по отношению к обращению времени.
Также известна гравитация Джакива — Тейтельбойма, представляющая собой двумерную модель общей теории относительности, которая может быть использована для упрощённых теоретических построений. Джакив также работал над теориями Черна — Саймонса.

## Награды и премии
- Стипендиат Гуггенхайма (1977)[4]
- Член Американской академии искусств и наук (1978)[5].
- Медаль Дирака (1998, совместно со Стивеном Адлером)[6]
- Премия Дэнни Хайнемана в области математической физики (1995) — «за творческое использование квантовой теории поля для понимания физических проблем, включая работу над топологическими солитонами, теорией поля при высоких температурах, существованием аномалий и ролью этих аномалий в физике элементарных частиц»[7]
- Член Национальной академии наук США (1998)[8]
- Иностранный член Национальной академии наук Украины (2003)[9]

## Некоторые публикации

### Книги
- H. A. Bethe, R. W. Jackiw. Intermediate Quantum Mechanics. — W. A. Benjamin, New York, 1968, 404 pages
- S. B. Treiman, D. J. Gross, R. W. Jackiw. Lectures on current algebra and its applications. — Princeton University Press, Princeton, 1972, 362 pages
Русский перевод: С. Трейман, Р. Джекив, Д. Гросс. Лекции по алгебре токов. — М., Атомиздат, 1977, 232 с.
- R. W. Jackiw, S. B. Treiman, E. Witten, B. Zumino. Current Algebra and Anomalies. — World Scientific, Singapore, 1985, 537 pages, ISBN 0691083975
- R. W. Jackiw. Diverse Topics in Theoretical and Mathematical Physics, — World Scientific, Singapore, 1995, 524 pages, ISBN 978-981-02-1696-2
- R. W. Jackiw. Lectures on fluid dynamics. A particle theorist’s view of supersymmetric, non-Abelian, noncommutative fluid mechanics and d-branes. — Springer, 2002, 114 pages, ISBN 978-1-4419-2993-8

### Статьи
- J. S. Bell, R. Jackiw, A PCAC puzzle: {\displaystyle \pi ^{0}\to \gamma \gamma } in the {\displaystyle \sigma } model, Nuovo Cimento, 1969, v. A60, No. 1, p. 47—61, doi:10.1007/BF02823296
- L. Dolan, R. Jackiw, Symmetry behavior at finite temperature, Physical Review, 1974, v. D9, No. 9, p. 3320—3341, doi:10.1103/PhysRevD.9.3320
- J. M. Cornwall, R. Jackiw, E. Tomboulis, Effective action for composite operators, Physical Review, 1974, v. D10, No. 8, p. 2428—2445, doi:10.1103/PhysRevD.10.2428
- R. Jackiw, C. Rebbi, Vacuum periodicity in a Yang-Mills quantum theory, Physical Review Letters, 1976, v. 37, No. 3, p. 172—175, doi:10.1103/PhysRevLett.37.172
- S. Deser, R. Jackiw, S. Templeton, Topologically massive gauge theories, Annals of Physics, 1982, v. 140, No. 2, p. 372—411, doi:10.1016/0003-4916(82)90164-6
- R. Jackiw, Lower dimensional gravity, Nuclear Physics, 1985, v. B252, p. 343—356, doi:10.1016/0550-3213(85)90448-1